# Sarcochlamys pulcherrima
Sarcochlamys pulcherrima là loài thực vật có hoa trong họ Tầm ma. Loài này được Gaudich. miêu tả khoa học đầu tiên năm 1829.